# 太極拳論
太極拳論（たいきょくけんろん）は、中国武術の、伝統拳である太極拳の武式太極拳の武禹襄と李経綸(りえきよ)より研究された太極拳譜の中で王宗岳の作と伝わる理論書のひとつ。
太極拳論　　　王宗岳
【白文】
　太極者、無極而生、動静之機、陰陽之母也。動之則分、静之則合。無過不及、隨曲就伸。人剛我柔謂之「走」、我順人背謂之「黏」。動急則急應、動緩則緩隨。雖變化萬端、而理唯一貫。由着熟而漸悟懂勁、由懂勁而階及神明。然非用力之久、不能豁然貫通焉！
　虚領頂勁、氣沉丹田、不偏不倚、怱隱怱現。左重則左虚、右重則右杳。仰之則彌高、俯之則彌深。進之則愈長、退之則愈促。一羽不能加、蠅蟲不能落。人不知我、我獨知人。英雄所向無敵、蓋皆由此而及也！
　斯技旁門甚多、雖勢有區別、概不外壯欺弱、慢譲快耳！有力打無力、手慢譲手快、是皆先天自然之能、非關學力而有為也！察「四兩撥千斤」之句、顯非力勝、觀耄耋能禦衆之形、快何能為？
　立如平準、活似車輪。偏沉則隨、雙重則滯。毎見數年純功、不能運化者、率皆自為人制、雙重之病未悟耳！
　欲避此病、須知陰陽、黏即是走、走即是黏、陰不離陽、陽不離陰、陰陽相濟、方為懂勁。懂勁後愈練愈精、黙識揣摩、漸至從心所欲。
　本是「捨己從人」、多誤「捨近求遠」。所謂「差之毫釐、謬之千里」、學者不可不詳辨焉！是為論。

【文語訳】
太極は無極にして生ず。動静の機、陰陽の母なり。 
動けば則ち分かれ、静まれば則ち合す。 
過ぎること及ばざることなく、曲に随い伸に就く。 
人、剛にして、我、柔なる、これを走という。 
我、順にして、人、背なる、これを粘という。 
動くこと急なれば、則ち急にして応ず。 
動くこと緩なれば、則ち緩にして随う。 
変化万端といえども理は一貫と為す。 
着（技）、熟するによりて、漸く勁をさとる。 
勁をさとることによりて（理）階は神明に及ぶ。 
然るも力を用いることの久しきに非ざれば、 
豁然として貫通する能わず。 
頂の勁を虚領にして、気は丹田に沈む。 
偏せず倚よらず、忽ち隠れ忽ち現る。 
左重ければ則ち左は虚ろ、右重ければ則ち右はくらし。 
仰ぎては則ちいよいよ高く、俯しては則ちいよいよ深し。 
進みては則ちいよいよ長く、退きては則ちいよいよ促す。 
一羽も加うるに能わず、一蝿も落つるに能わず。 
人、我を知らず、我独り人を知る。 
英雄の向かうところ敵無きは、けだし皆これによりて及ぶなり。 
この技の旁門は、はなはだ多し。 
勢は区別ありといえども、おおむね壮は弱を欺き、慢は快に譲るに外ならず。 
力有る者が力無き者打ち、手の慢き者が手の快き者に譲る。これ皆、先天自然の能。 
力を学ことに関するに非ずして為すところ有るなり。 
察せよ、四両も千斤を撥くの句を、力に非ずして勝つこと顕らかなり。 
観よ、耄耋(老人)の衆(人々)を御するのさまを。 
快なるも何ぞ能く為さん。 
立てば平準（はかり）の如く、活けば車輪に似たり。 
深みに偏れば則ち随い、双重なれば則ち滞る。 
毎に見る、数年純功するも運化を能わざる者は、 
おおむね自ら人に制せらるるを。 
双重の病ち、いまだ悟らざるのみ。 
この病ちを避けんと欲すれば、すべからく陰陽を知るべし。 
粘は走、走は則ち粘。 
陰は陽を離れず、陽は陰を離れず、陰陽相済して、まさに勁をさとる。 
勁をさとりてのちは、いよいよ練ればいよいよ精なり。 
黙と識り、瑞摩（研究）すること漸くにして心の欲するところに従うに至る。 
本はこれ己を捨て人に従うを、多くは誤りて近きを捨て遠きを求む。 
いわゆる差は毫釐(わずか)、誤りは千里なり。 
学ぶ者、詳らかに弁ぜざるべからず。 
これ論と為す。  

【口語訳】
　宇宙の根源を太極という。　太極はもともと無で、動静のきっかけ、陰陽の母である。　ひとたび動けば千変万化を生み、静まればもとの無に帰る。　この自然法則に逆らうことなく、太極拳の技は過不足なく、相手の曲に従って伸ばす。　相手が力強く己が小力の場合は、逆らわずに流すこと、これを走という。　己を有利な立場におき、相手を不利な方向や体勢におくことを粘という。　相手が速く動けば、自分も速く動き、人がゆっくり動けば、こちらもそれに従う。　千変万化すれども、そのもとの道理は一つである。
　型の積み重ねの稽古により、はじめて「勁」がわかり、「勁」を理解することによって太極拳の極意に到達する。しかし、長い稽古を経なければ、この境地に達することはできない。
　無念無想で気を丹田に沈め、姿勢を正しくすれば、相手の左右の虚実を察知し、相手の高低の誘い技をも知り、さらに相手の進退をもわかるというふうに、相手の動きに応じた自由自在の変化ができる。ごく軽やかな羽やハエさえも身に触れさせない。　人が己を知らず、己が人を知れば向かうところ敵なしである。
　武術の流派も多く、その型（技）も多様だが、おおむね強い者が弱い者をいじめ、技の快い者が技の遅い者を負かすだけのことである。　力ある人が力なき人に勝ち、遅い人が速い人にやられる。　こんなことは自然の能力であって、稽古を積んで得られることではない。　見たまえ、ごく小さな力で重いものをはねのけることができるのは、あきらかに力で勝てるものではない。　また、老人が大勢に勝つことができるのも、老人の技が速いから勝てたのではない。　なんと痛快なことであろうか。
　立てば平準の如く。　動けば車輪の如し。　偏き沈めば動きは崩れ、双重であれば動きが滞る。　何年稽古をしても、応用できなければ、ことごとく人にやられてしまう。　これは「双重の病」を悟らないからである。　もしこの病を避けようとするならば、すべからく陰陽を知らなければならない。　粘は走であり、走もまた粘である。　陰陽は不離であり、相済けてはじめて勁を悟る。　勁を心得て太極拳を練れば、ますます理解が深まる。　そして黙々と修練を重ねると、しぜんに妙味を会得することができる。　本来は、心を無にして相手の出方に応じるべきものだが、多くの人は誤って近きをすて、遠きを求めている。　心構えのわずかな差が、修練に千里の隔りをもたらす。　太極拳を学ぶ者は、このことをしっかりわきまえなければならない。